# 照屋佳男
照屋 佳男（てるや よしお、1936年（昭和11年）10月22日 - ）は、日本の英文学者。早稲田大学名誉教授。沖縄県中頭郡北谷村（現北谷町）生まれ。1956年普天間高等学校卒業。1962年早稲田大学第一文学部英文学専修卒業。1967年同大学院文学研究科博士課程単位取得満期退学、早稲田高等学院教諭。1973年早稲田大学社会科学部専任講師、1975年同助教授、1980年同教授。2007年に定年退職、名誉教授。

## 著書
- 『現代イギリス文学試論 文学と政治』エイジ出版、1980
- 『イギリス文学に学ぶ 文学と政治』エイジ出版、1983
- 『ジョージ・オーウェル 文学と政治』行人社、1986
- 『コンラッドの小説』早稲田大学出版部、1990
- 『文学と哲学のあいだ』成文堂、1991（学際レクチャーシリーズ）
- 『共同体とグローバリズム』成文堂、2004（学際レクチャーシリーズ）
- 『社会の再発見と社会の防衛』行人社、2007
- 『私の沖縄ノート－戦前・戦中・戦後』中央公論新社、2019

### 翻訳
- ジョン・グレイ『ハイエクの自由論』古賀勝次郎共訳、行人社、1985
- T・S・エリオット『文化の定義のための覚書』池田雅之共監訳、中央公論新社〈中公クラシックス〉、2013
- D・H・ロレンス『無意識の幻想』中央公論新社〈中公文庫〉、2017
- D・H・ロレンス『麗しき夫人』中央公論新社、2018。後期短篇5作品を収録
- ジョージ・オーウェル 『全体主義の誘惑 オーウェル評論選』中央公論新社、2021

### 記念論文集
- 『比較文化の可能性 日本近代化論への学際的アプローチ 照屋佳男先生古稀記念』池田雅之・古賀勝次郎編著 成文堂、2007